# Cratere Floronia
Floronia è un cratere sulla superficie di 4 Vesta.